# Torikai Yuya
Yuya Torikai (鳥養祐矢 Torikai Yuya, sinh ngày 11 tháng 5 năm 1988) là một cầu thủ bóng đá người Nhật Bản thi đấu cho câu lạc bộ tại J2 League Renofa Yamaguchi, ở vị trí Hộ công hay Tiền vệ.

## Thống kê câu lạc bộ
Cập nhật đến ngày 23 tháng 2 năm 2017.
| Thành tích câu lạc bộ | Thành tích câu lạc bộ | Thành tích câu lạc bộ | Giải vô địch | Giải vô địch | Cúp                   | Cúp                   | Tổng cộng | Tổng cộng |
| Mùa giải              | Câu lạc bộ            | Giải vô địch          | Số trận      | Bàn thắng    | Số trận               | Bàn thắng             | Số trận   | Bàn thắng |
| Nhật Bản              | Nhật Bản              | Nhật Bản              | Giải vô địch | Giải vô địch | Cúp Hoàng đế Nhật Bản | Cúp Hoàng đế Nhật Bản | Tổng cộng | Tổng cộng |
| --------------------- | --------------------- | --------------------- | ------------ | ------------ | --------------------- | --------------------- | --------- | --------- |
| 2006                  | JEF Dự bị             | JFL                   | 8            | 1            | 0                     | 0                     | 29        | 6         |
| 2007                  | JEF Dự bị             | JFL                   | 24           | 3            | -                     | -                     | 24        | 3         |
| 2008                  | JEF Dự bị             | JFL                   | 23           | 3            | 1                     | 0                     | 24        | 3         |
| 2009                  | JEF Dự bị             | JFL                   | 29           | 1            | 1                     | 0                     | 30        | 1         |
| 2010                  | JEF Dự bị             | JFL                   | 32           | 6            | -                     | -                     | 32        | 6         |
| 2011                  | Sagawa Shiga FC       | JFL                   | 29           | 8            | 2                     | 0                     | 31        | 8         |
| 2012                  | Sagawa Shiga FC       | JFL                   | 27           | 4            | 3                     | 0                     | 30        | 4         |
| 2013                  | FC Ryūkyū             | JFL                   | 11           | 0            | 0                     | 0                     | 11        | 0         |
| 2014                  | Renofa Yamaguchi      | JFL                   | 26           | 5            | -                     | -                     | 26        | 5         |
| 2015                  | Renofa Yamaguchi      | J3 League             | 35           | 8            | 1                     | 0                     | 36        | 8         |
| 2016                  | Renofa Yamaguchi      | J2 League             | 25           | 4            | 3                     | 2                     | 28        | 6         |
| Tổng                  | Tổng                  | Tổng                  | 269          | 43           | 11                    | 2                     | 280       | 45        |